# كيم آيرلادند
كيم آيرلادند (بالإنجليزية: Kym Ireland)‏ هي لاعب هوكي الحقل أسترالية، ولدت في 25 أكتوبر 1955.

## وصلات خارجية
- كيم آيرلادند على موقع اللجنة الأولمبية الدولية (الإنجليزية)
- كيم آيرلادند على موقع أوليمبيديا (الإنجليزية)
- كيم آيرلادند على موقع اللجنة الأولمبية الأسترالية (الإنجليزية)